# Princípio Divino

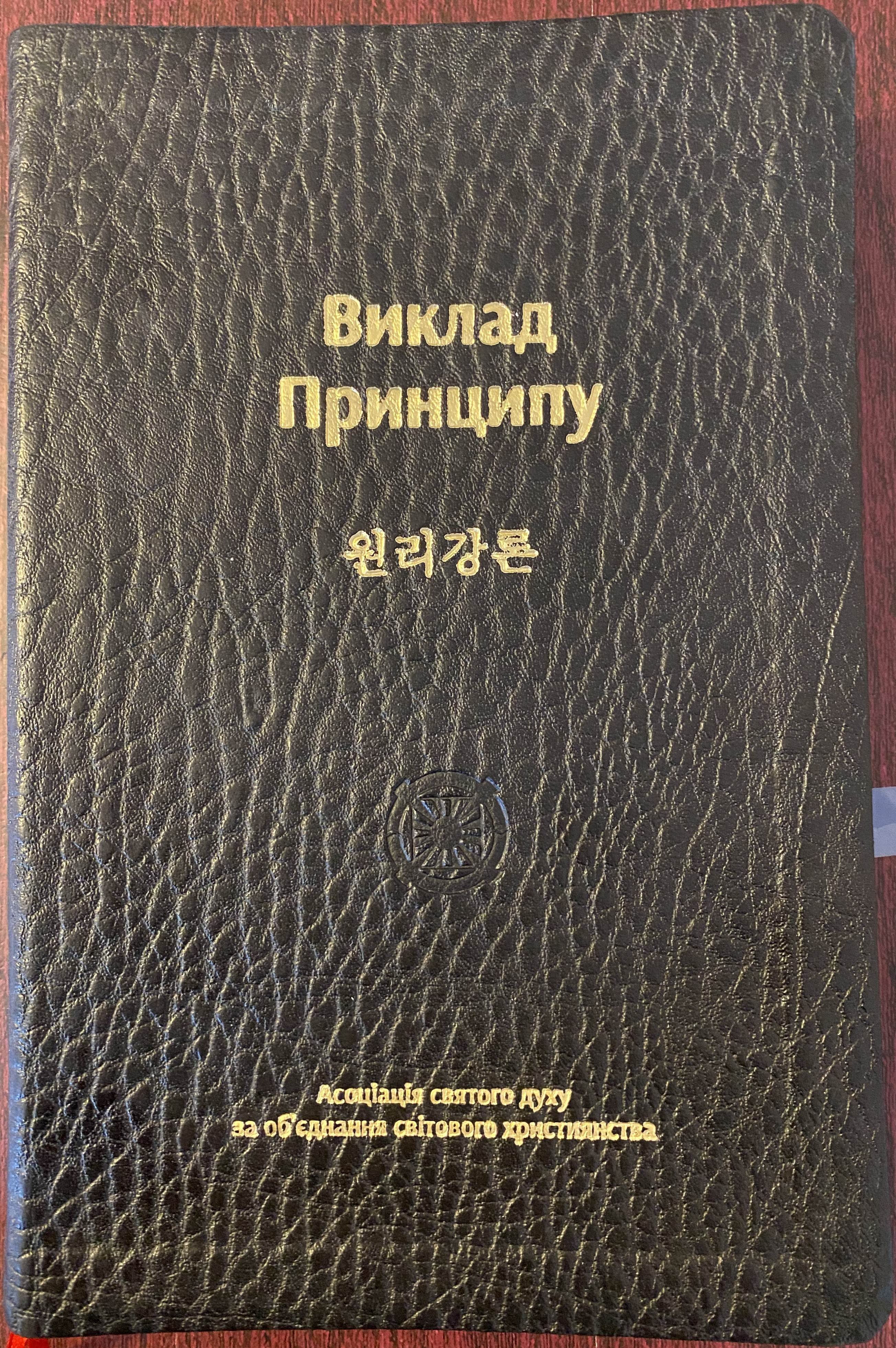
Capa do livro

Exposição do Princípio Divino, conhecido como Princípio Divino, (Coreano: 원리 강론, Hanja: 原則 講論) é um livro de Revelação de Deus Criador, escrito por Reverendo Sun Myung Moon em que, usando uma metodologia cientifica, exprime uma verdade universal, o Completo Testamento, expressão da Nova Verdade, construída a partir de profundo e elaborado estudo das Palavras reveladas por Deus Criador através das escrituras judaica e cristã. O primeiro manuscrito original do Princípio Divino se perdeu em meio a Guerra da Coreia na atual Coreia do Norte . Após conseguir chegar na Coreia do Sul como refugiado, Rev. Moon elaborou um manuscrito chamado Wolli Wonbon (원리- 原理 - 원본 - 原 本 —texto original do Princípio Divino) em 1952.
Em 1957, foi publicado a Explicação do Princípio Divino.
Em 1966, a Exposiçõ do Princípio Divino.
Em 2008, A Substância Original do Princípio Divino.